# Adrian Smith (cestista)
Adrian Howard Smith (Farmington, 5 ottobre 1936) è un ex cestista statunitense, professionista nella NBA e in ABA..

## Carriera
Venne selezionato dai Cincinnati Royals al quindicesimo giro del Draft NBA 1958 (85ª scelta assoluta).
Con gli Stati Uniti ha disputato i Giochi olimpici di Roma 1960.

## Statistiche
| * | Primo nella lega |

### NBA-ABA

#### Regular Season
| Anno      | Squadra                | PG  | PT | MP   | TC%  | 3P%  | TL%   | RP  | AP  | PRP | SP | PP   |
| --------- | ---------------------- | --- | -- | ---- | ---- | ---- | ----- | --- | --- | --- | -- | ---- |
| 1961-1962 | Cincinnati Royals      | 80* | -  | 18,3 | 40,5 | -    | 77,5  | 1,9 | 2,1 | -   | -  | 7,2  |
| 1962-1963 | Cincinnati Royals      | 79  | -  | 19,3 | 44,3 | -    | 81,1  | 2,2 | 1,8 | -   | -  | 8,9  |
| 1963-1964 | Cincinnati Royals      | 66  | -  | 23,1 | 40,6 | -    | 78,2  | 2,2 | 2,2 | -   | -  | 9,4  |
| 1964-1965 | Cincinnati Royals      | 80* | -  | 34,3 | 45,6 | -    | 83,0  | 2,8 | 3,0 | -   | -  | 15,1 |
| 1965-1966 | Cincinnati Royals      | 80* | -  | 37,3 | 40,5 | -    | 85,0  | 3,6 | 3,2 | -   | -  | 18,4 |
| 1966-1967 | Cincinnati Royals      | 81* | -  | 32,5 | 43,8 | -    | 90,3* | 2,5 | 2,3 | -   | -  | 16,6 |
| 1967-1968 | Cincinnati Royals      | 82  | -  | 33,9 | 46,4 | -    | 82,9  | 2,3 | 3,3 | -   | -  | 15,6 |
| 1968-1969 | Cincinnati Royals      | 73  | -  | 18,3 | 43,2 | -    | 80,7  | 1,4 | 1,7 | -   | -  | 9,6  |
| 1969-1970 | Cincinnati Royals      | 32  | -  | 14,2 | 40,5 | -    | 86,7  | 1,0 | 1,4 | -   | -  | 5,4  |
| 1969-1970 | S.F. Warriors          | 45  | -  | 14,1 | 34,7 | -    | 90,9  | 1,1 | 1,9 | -   | -  | 6,4  |
| 1970-1971 | S.F. Warriors (NBA)    | 21  | -  | 11,8 | 42,7 | -    | 85,4  | 1,1 | 1,4 | -   | -  | 5,3  |
| 1971-1972 | Virginia Squires (ABA) | 53  | -  | 12,9 | 44,6 | 18,2 | 89,3  | 0,9 | 0,8 | -   | -  | 5,1  |
| Carriera  | Carriera               | 772 | -  | 24,6 | 43,0 | 18,2 | 83,8  | 2,1 | 2,3 | -   | -  | 11,3 |

#### Playoffs
| Anno     | Squadra                 | PG | PT | MP   | TC%  | 3P%  | TL%   | RP  | AP  | PRP | SP | PP   |
| -------- | ----------------------- | -- | -- | ---- | ---- | ---- | ----- | --- | --- | --- | -- | ---- |
| 1962     | Cincinnati Royals       | 4  | -  | 13,3 | 42,1 | -    | 100   | 1,3 | 0,8 | -   | -  | 5,3  |
| 1963     | Cincinnati Royals       | 12 | -  | 16,7 | 40,2 | -    | 70,5  | 1,3 | 2,3 | -   | -  | 8,1  |
| 1964     | Cincinnati Royals       | 7  | -  | 9,4  | 30,8 | -    | 71,4  | 1,3 | 0,6 | -   | -  | 3,0  |
| 1965     | Cincinnati Royals       | 4  | -  | 37,5 | 37,5 | -    | 95,5  | 2,8 | 5,3 | -   | -  | 14,3 |
| 1966     | Cincinnati Royals       | 5  | -  | 31,4 | 37,3 | -    | 95,5* | 2,4 | 2,6 | -   | -  | 13,0 |
| 1967     | Cincinnati Royals (NBA) | 4  | -  | 30,0 | 37,5 | -    | 75,0  | 2,0 | 2,8 | -   | -  | 11,3 |
| 1972     | Virginia Squires (ABA)  | 11 | -  | 27,0 | 46,5 | 20,0 | 86,5  | 1,7 | 1,5 | -   | -  | 11,4 |
| Carriera | Carriera                | 47 | -  | 22,2 | 40,2 | 20,0 | 83,2  | 1,7 | 2,1 | -   | -  | 9,2  |

## Palmarès
- Campione NCAA (1958)
- NBA All-Star (1966)
- NBA All-Star Game MVP (1966)
- Miglior tiratore di liberi NBA (1967)